# Canuto II d'Inghilterra
Canuto III di Danimarca e II d'Inghilterra, detto l'Ardito o anche Ardicanuto (Harthacanute, Hardicanute o Hardecanute in antico inglese e in danese Hardeknud; Inghilterra, 1017 circa – Lambeth, 8 giugno 1042), è stato un sovrano danese dal 1035 alla sua morte.
Era figlio di Canuto il Grande ed Emma di Normandia. Quando suo padre morì nel 1035 Canuto combatté per mantenere sotto il proprio controllo i domini paterni e se Magnus I di Norvegia riuscì a prendere il controllo della Norvegia egli riuscì a mantenere le corone d'Inghilterra e Danimarca rispettivamente nel 1040, a seguito della morte del fratellastro Aroldo I d'Inghilterra e 1035, detenendo l'impero fattuale del Mare del Nord (questo titolo "imperiale" costituisce tuttavia una convenzione storiografica ed egli non portò mai un titolo imperiale). Canuto morì improvvisamente nel 1042 e venne succeduto da Magnus in Danimarca e da Edoardo il Confessore, suo fratellastro per parte di madre, in Inghilterra, egli fu l'ultimo re danese a governare le isole britanniche

## La famiglia allargata
Canuto nacque poco tempo dopo il matrimonio dei propri genitori, Canuto I d'Inghilterra ed Emma di Normandia, nel luglio o agosto del 1017. Emma era la seconda moglie di Canuto I, vedova di Etelredo II d'Inghilterra, era stata presa in sposa dal nuovo re nel 1016 quando egli era già sposato con Ælfgifu di Northampton che gli aveva già dato almeno due figli maschi, tuttavia secondo il libro Encomium Emmae i due avevano stretto un accordo secondo il quale i loro figli avrebbero avuto la precedenza su quelli nati dalle prime nozze di Canuto I. Nel 1023 Emma e il figlio Canuto giocarono un ruolo di primo piano nella traslazione delle spoglie di Elfego di Canterbury da Londra a Canterbury e in quell'occasione Canuto I ne approfittò per rendere chiaro che considerava Canuto il suo erede.
Nel decennio del 1020 la Danimarca venne minacciata dalla Svezia e dalla Norvegia e nel 1026 Canuto I decise di rafforzare le proprie difese presentando il figlio di soli otto anni, che doveva succedergli al trono, al consiglio capeggiato dal proprio fratello Ulf Thorgilsson. Comunque Ulf si alienò il fratello convincendo le provincie danesi a riconoscere Canuto quale erede senza sottomettere la questione all'autorità di Canuto I e per aver fallito nell'intraprendere le necessarie misure per fronteggiare le imminenti invasioni norvegesi e svedesi decidendo invece di attendere l'aiuto del fratello. Nel 1027 Canuto I arrivò con una flotta e se il figlio venne perdonato in virtù della sua giovane età suo fratello Ulf venne invece assassinato. Canuto I riuscì a cacciare gli invasori dalla Danimarca e a prendere il controllo di Norvegia e Svezia e, nel 1028, tornò in Inghilterra lasciando la Danimarca sotto la guida dell'undicenne Canuto.
Canuto I aveva lasciato la Norvegia al conte Håkon Eiriksson, ma egli annegò attorno al 1029 ed egli decise quindi di affidare il paese al figlio Svein di Norvegia perché la reggesse insieme alla madre Ælfgifu. I due presto si resero impopolari sia per l'elevata tassazione che imposero sia perché prestarono più ascolto ai consiglieri danesi che ai nobili norvegesi e quando Magnus, figlio illegittimo del deposto re Olaf II di Norvegia, invase il paese i due furono costretti a rifugiarsi presso la corte di Canuto. Questi era un fedele alleato del fratellastro, ma sentiva di non avere abbastanza risorse per fare fronte a un'invasione di tale portata, Svein cercò quindi aiuto presso il padre, ma scoprì che Canuto I era morto il 12 novembre 1035.

## La corona d'Inghilterra
Morto Canuto I, Canuto gli succedette come Re di Danimarca regnando come Canuto III, ma il conflitto con Magnus I di Norvegia gli impedì di salpare per l'Inghilterra per mettere al sicuro la sua posizione in quel paese. Di conseguenza, venne concordato che il suo fratellastro maggiore illegittimo, Harold Harefoot, sarebbe stato reggente in carica in Inghilterra, mentre sua madre Emma avrebbe retto il Wessex per suo conto.
Nel 1037 Aroldo era ormai considerato re e divenne infatti noto come Aroldo I d'Inghilterra e Canuto era ormai dimenticato perché, secondo la Cronaca anglosassone, passava troppo tempo in Danimarca. L'ascesa al trono di Aroldo non fu indolore, i fratellastri di Canuto, tutti figli di Emma, patirono gravi conseguenze, Alfred Aetheling venne catturato e morì per le ferite riportate, Edoardo fuggì in Normandia e la stessa Emma scappò a Bruges. Nel 1039 Canuto andò a trovare la madre nelle Fiandre e benché avesse organizzato una spedizione per detronizzare il fratellastro la cancellò quando fu chiaro che questi era malato e che presto sarebbe morto, Aroldo infatti morì nel marzo del 1040 all'età di circa venticinque anni. Subito dopo la sua morte inviati inglesi salparono per la Danimarca per offrire il trono a Canuto.
Se la panoramica generale degli eventi dopo la morte di Canuto I è chiara, non si può dire altrettanto dei dettagli. Alcuni storici ritengono che non sia chiaro se Canuto aveva sotto il proprio controllo sia la Danimarca che l'Inghilterra, ma questo derivava probabilmente da un accordo formale per il quale le zecche al di sotto del Tamigi battevano moneta in suo nome, mentre quelle a nord la battevano, quasi interamente, a nome di Aroldo. È comunque probabile che Canuto avesse scelto di stare in Danimarca per fronteggiare la minaccia rappresentata da Magnus e si pensa che i due avessero alla fine concluso un accordo per il quale se l'uno fosse morto senza eredi avrebbe passato il regno all'altro e viceversa e questo avrebbe fatto sì che si spianasse la strada a Canuto per reclamare il trono d'Inghilterra.
Secondo altri Canuto accordò al fratellastro Svein gli aiuti necessari per riprendersi la Norvegia, e quando questi morì nel 1036 Canuto decise di procedere comunque, alla fine la guerra venne evitata da una tregua che Canuto accettò perché non aveva nessun candidato papabile per il trono norvegese e non si sentiva di affrontare una guerra dall'esito tanto incerto. Alcuni storici datano tale trattato al 1036 e altri al 1039 data che coinciderebbe con la progettata invasione in Inghilterra, resa ora possibile per via della pace con la Norvegia.
Mentre sua madre Emma era in esilio si occupò di favorire l'ascesa di Canuto alla corona inglese e per questo promosse la stesura dell'Encomium Emmae un'opera che elogiava lei e dissacrava Aroldo specialmente per aver organizzato la morte del proprio figlio Alfredo che si era recato in Inghilterra da lei ed era stato quindi catturato e ucciso. L'opera descriveva l'orrore che aveva provato Canuto nel sapere che il suo fratellastro era stato ucciso e secondo alcuni storici furono questi resoconti che alla fine influenzarono Canuto e lo indussero ad assumere un approccio più cauto circa l'invasione dell'Inghilterra. Sempre secondo l'Encomium furono proprio gli inglesi ad avvicinarsi a Canuto nel 1039 quando Aroldo si ammalò e c'era la necessità di trovare un successore.

## Il regno
Canuto si diresse quindi verso l'Inghilterra insieme alla madre e i due attraccarono a Sandwich il 17 giugno e portando con sé 62 navi da guerra. Per quanto fosse stato invitato ad assumersi la corona egli non volle correre rischi e andò in Inghilterra come un conquistatore. Per pagare il suo equipaggio egli aumentò notevolmente le tasse, misura che lo rese alquanto impopolare benché egli le avesse innalzate soltanto di un quarto rispetto a quanto aveva fatto suo padre in circostanze analoghe circa vent'anni prima.
Apparentemente Canuto era rimasto davvero impressionato dalla morte di Alfred per mano di Aroldo e sia lui che la madre volevano vendetta, con l'approvazione dei consiglieri del precedente re Aroldo venne dissotterrato dal proprio sepolcro all'Abbazia di Westminster e fu pubblicamente decapitato. Venne quindi posto in un canale, ma venne recuperato e gettato di nuovo nel Tamigi e fuoron i marinai a trarlo fuori e a seppellirlo nel cortile di una chiesa. Godwin del Wessex, potente nobile inglese, era coinvolto nella morte di Alfred giacché era stato lui a consegnarlo ad Aroldo ed Emma lo accusò della sua morte e lo portò a processo in una corte presieduta da Canuto e da altri membri del concilio. Il re permise a Godwin di salvarsi dalla condanna portando dei testimoni che attestassero che egli aveva agito su ordine di Aroldo, più tardi Godwin diede a Canuto una nave tanto riccamente adornata che ammontava al Guidrigildo che avrebbe dovuto pagare alla famiglia di Alfred se fosse stato trovato colpevole.
Anche l'arcivescovo Lyfing di Winchester (morto 1046) venne considerato complice e privato dell'arcivescovado come punizione, ma nel 1041 fece pace con Canuto che gli ridiede l'incarico. In Inghilterra ormai era costume che il re governasse insieme ai propri consiglieri, ma in Danimarca Canuto aveva governato come un autocrate e non aveva nessuna intenzione di cambiare, tanto più che non si fidava affatto dei propri conti. All'inizio egli ebbe successo nel sottomettere i propri sudditi, Canuto raddoppiò la grandezza della flotta portandola da 16 a 32 navi, in parte per avere una capacità militare in grado di fronteggiare qualunque emergenza in ogni parte del regno e in parte per avere la possibilità di innalzare di parecchio le tasse. Questo aumento coincise con un raccolto assai povero che portò alla carestia.
Nel 1041 due esattori delle tasse erano in rapporti tanto tesi con la popolazione di e dei dintorni di Worcester che vennero assaliti e uccisi dalla folla. Canuto decise quindi di imporre una punizione che, sebbene legale, fu molto impopolare, diede l'ordine di bruciare la città e ucciderne la popolazione, le vittime alla fine furono poche, molti seppero dell'arrivo della milizia e fuggirono via. Si ritiene che la storia di Lady Godiva che cavalca nuda attraverso le vie di Coventry per persuadere il Conte locale ad abbassare le tasse, potrebbe avere origine nel regno di Canuto.
Il nord dell'Inghilterra era diviso fra due conti assai potenti, Siward, conte di Northumbria ed Eadulf III di Bernicia che governava in uno stato di semi-indipendenza, un regime che non piaceva all'autocratico Canuto. Nel 1041 i due litigarono per un motivo che non è giunto fino a noi, e apparentemente si rinconciliarono tanto che Canuto gli garantì un salvacondotto, tuttavia Canuto maneggiò in modo da uccidere Eadulf con l'aiuto del cognato di questi, Siward, che a seguito della sua morte divenne conte dell'intera Northumbria. Tale delitto fu ampiamente condannato e la Cronaca anglosassone descrisse il re come un violatore di giuramenti.
Pare che con la chiesa Canuto sia stato più generoso, non sono molti i documenti sopravvissuti, ma ne esiste ancora uno che attesta un trasferimento di terre a favore del vescovo Ælfwine di Winchester (morto 1047) e altri che testimoniano le diverse rendite che vennero donate all'Abbazia di Ramsey le cui cronache parlano di quanto il re fosse generoso.
La salute di Canuto non era mai stata buona, egli aveva avuto diversi periodi di malattia già prima di diventare re, è possibile che egli soffrisse di Tubercolosi e che sapesse di non avere molto da vivere.
Nel 1041 invitò il fratellastro Edoardo il Confessore (avuto da Emma con Etelredo II d'Inghilterra) a rientrare dall'esilio in Normandia per diventare suo co-regnante ed erede ed è possibile che tale decisione sia stata influenzata dalla madre che aveva avuto Edoardo dal primo marito Etelredo II d'Inghilterra.
Canuto morì celibe e non è nota alcuna sua discendenza.

## La morte
L'8 giugno 1042 Canuto era a Lambeth per assistere al matrimonio fra il Thegn danese Tovi l'Orgoglioso e Gytha figlia del nobile Osgod Clapa (morto 1054), secondo le cronache egli stava bevendo alla salute della sposa quando egli morì mentre stava bevendo, cadde a terra improvvisamente in preda a terribili convulsioni e coloro che gli erano vicino lo sostennero, ma egli non parlò più. La causa che appare più probabile è un ictus, forse dovuto all'ingestione di alcol. Altri suggeriscono che la morte sia stata dovuta a una patologia cardiaca.
Canuto venne sepolto, a circa ventiquattro anni, nella cattedrale di Old Minster a Winchester insieme al padre e la madre donò un'importante reliquia, la testa di San Valentino, all'abbazia di New Minster per la salvezza dell'anima del figlio. Nel 1052 anche Emma raggiunse il marito e il figlio. Come programmato al trono gli successe Edoardo il Confessore che riportò la casa di Wessex al potere.
Come detto si è supposto che Canuto fosse affetto da una malattia come la tubercolosi e questo spiegherebbe perché Emma avesse spinto perché Edoardo gli succedesse, era improbabile che Canuto avrebbe mai avuto dei figli, e perché Magnus si aspettava di potergli succedere senza troppa difficoltà al trono di Danimarca. Già quando era giovane si cercava qualcuno che avrebbe ereditato i domini di Canuto, un atteggiamento che si spiega se si crede che le persone attorno a lui sapessero che egli non sarebbe vissuto a lungo e che sarebbe morto senza eredi. Alcuni storici notano come nella Dinastia normanna vi fossero state parecchie morti improvvise, nel 1027 Riccardo III di Normandia era morto a ventisei anni senza apparenti ragioni tanto che si era sussurrato che fosse stato avvelenato dal fratello ed erede Roberto I di Normandia.
Nel 1035 egli stesso era morto a Nicea mentre tornava da un pellegrinaggio a Gerusalemme a 35 anni d'età. Anche per lui si parlò di avvelenamento. Nel 1040 morì, poco più che quarantenne, suo cugino Alano III di Bretagna e ancora si sussurrò di veleno e nel 1066 fu la volta del suo trentatreenne figlio Conan II, duca di Bretagna (1033circa-11 dicembre 1066) della cui morte fu incolpato Guglielmo I d'Inghilterra.
Alcuni storici sottolineano come, per secoli, il veleno sia stata la spiegazione più seguita per le morti apparentemente senza motivo, che potrebbero invece essere spiegate con malattie di origine genetica. Benché si ammetta che Guglielmo I, che pure era di quella dinastia, morì cinquantanovenne e parve godere di buona salute, cadde comunque ammalato dopo la Battaglia di Hastings del 1066 e dovette restare a letto per un mese e in seguito tornò in Normandia per ulteriori cure. I suoi problemi di salute erano spiegati con eccessivo affaticamento, dissenteria e gotta cronica, vent'anni dopo Guglielmo fu schiacciato da coliche addominali che si ritenevano causate dall'arco della sua sella. In quel frangente egli restò in un monastero di Rouen per tre settimane prima di morire. D'altro canto è anche possibile che Canuto sia stato realmente avvelenato, forse su mandato di Edoardo che ne avrebbe certamente beneficiato.

## Ascendenza
|                         |                          |                        | Genitori               |  |  | Nonni |  |  | Bisnonni              |  |  | Trisnonni       |  |
|                         |                          |                        |                        |  |  |       |  |  | Aroldo I di Danimarca |  |  | Gorm il Vecchio |  |
|                         |                          |                        |                        |  |  |       |  |  | Aroldo I di Danimarca |  |  | Gorm il Vecchio |  |
|                         |                          | Thyra                  |                        |  |  |       |  |  | Aroldo I di Danimarca |  |  |                 |  |
| Sweyn I di Danimarca    |                          |                        |                        |  |  |       |  |  | Aroldo I di Danimarca |  |  |                 |  |
|                         |                          | Gyrid di Svezia        | Olof (II) Björnsson    |  |  |       |  |  |                       |  |  |                 |  |
|                         |                          | Gyrid di Svezia        | Olof (II) Björnsson    |  |  |       |  |  |                       |  |  |                 |  |
|                         |                          | Gyrid di Svezia        | Ingeborg Thrandsdotter |  |  |       |  |  |                       |  |  |                 |  |
| Canuto I d'Inghilterra  |                          | Gyrid di Svezia        |                        |  |  |       |  |  |                       |  |  |                 |  |
|                         |                          | Miecislao I di Polonia | Siemomysł              |  |  |       |  |  |                       |  |  |                 |  |
|                         |                          | Miecislao I di Polonia | Siemomysł              |  |  |       |  |  |                       |  |  |                 |  |
|                         |                          | Miecislao I di Polonia | Gorka (forse)          |  |  |       |  |  |                       |  |  |                 |  |
| Sigrid la Superba       |                          | Miecislao I di Polonia |                        |  |  |       |  |  |                       |  |  |                 |  |
|                         |                          | Dubrawka               | Boleslao I di Boemia   |  |  |       |  |  |                       |  |  |                 |  |
|                         |                          | Dubrawka               | Boleslao I di Boemia   |  |  |       |  |  |                       |  |  |                 |  |
|                         |                          | Dubrawka               | Biagota                |  |  |       |  |  |                       |  |  |                 |  |
| Canuto II d'Inghilterra |                          | Dubrawka               |                        |  |  |       |  |  |                       |  |  |                 |  |
|                         | Guglielmo I di Normandia | Rollone                |                        |  |  |       |  |  |                       |  |  |                 |  |
|                         | Guglielmo I di Normandia | Rollone                |                        |  |  |       |  |  |                       |  |  |                 |  |
|                         | Guglielmo I di Normandia | Poppa di Bayeux        |                        |  |  |       |  |  |                       |  |  |                 |  |
| Riccardo I di Normandia | Guglielmo I di Normandia |                        |                        |  |  |       |  |  |                       |  |  |                 |  |
|                         |                          | Sprota                 | …                      |  |  |       |  |  |                       |  |  |                 |  |
|                         |                          | Sprota                 | …                      |  |  |       |  |  |                       |  |  |                 |  |
|                         |                          | Sprota                 | …                      |  |  |       |  |  |                       |  |  |                 |  |
| Emma di Normandia       |                          | Sprota                 |                        |  |  |       |  |  |                       |  |  |                 |  |
|                         |                          | …                      | …                      |  |  |       |  |  |                       |  |  |                 |  |
|                         |                          | …                      | …                      |  |  |       |  |  |                       |  |  |                 |  |
|                         |                          | …                      | …                      |  |  |       |  |  |                       |  |  |                 |  |
| Gunnora di Normandia    |                          | …                      |                        |  |  |       |  |  |                       |  |  |                 |  |
|                         |                          | …                      | …                      |  |  |       |  |  |                       |  |  |                 |  |
|                         |                          | …                      | …                      |  |  |       |  |  |                       |  |  |                 |  |
|                         |                          | …                      | …                      |  |  |       |  |  |                       |  |  |                 |  |
|                         |                          | …                      |                        |  |  |       |  |  |                       |  |  |                 |  |